# 사릉관리소
사릉관리소(思陵管理所)는 조선왕조 제6대 단종의 비 정순왕후 송씨의 묘인 사릉, 조선 제15대 임금 광해군묘(사적 제363호)와 선조의 후궁 공빈김씨의 묘인 성묘(사적 제365호), 효종의 후궁 안빈이씨의 묘인 안빈묘(사적 제366호)를 보호·관리하기 위해 설립된 대한민국 문화재청 소속기관으로 사릉관리소장(6급)은 행정주사ㆍ임업주사 또는 시설주사로 보한다. 경기도 남양주시 진건읍 사릉로 180에 위치하고 있다. 세계유산의 효율적인 관리를 위해 2012년 9월 12일 조선왕릉관리소 소속 지구관리소로 통합되면서 폐지되었다.

## 주요 업무
- 사릉 및 광해군묘, 성묘, 안빈묘의 능원 보존관리
- 전통수목 양묘장 운영
- 천연기념물 유전자원 보존은행 운영
- 한국 고유 자생식물, 야생화 수집 재배관리

## 같이 보기
- 사릉